# Camponotus vagus
Camponotus vagus  je vrsta velikog, crnog, zapadno-palearktičkog mrava sa širokim rasponom koji obuhvata veći deo Evrope, velike površine Azije i deo Afrike.

## Opis
Camponotus vagus je relativno karakteristična vrsta koja se lako prepoznaje po svojoj veličini, jednoličnoj crnoj boji i dugim, gustim telesnim dlakama na svom egzoskeletu. Ovi mravi su eusocijalni, jedinke imaju alometrijske varijacije u veličini i morfologiji što oslikava podelu zadataka koje jedinke imaju u koloniji. Radnici su dužine 6-12 mm. Veći radnici, takozvani major radnici, imaju ulogu u odbrani kolonije kao i zaštitu manjih radnika kada su u potrazi za hranim ili novim gnezdom. Snažne mandibule majora mogu smrskati manje artropode kao i da potpuno unište mrave drugih vrsta.

## Ishrana
Poznato je da je C. vagus karnivorna vrsta ali takođe živi u međusobnom odnosu s lisnim vašima i hrane se mednom rosom, koju ovi  insekti oslobađaju iz završetaka svojih probavnih kanala.

## Stanište
Kolonije se obično nalaze u suvim staništima, posebno u otvorenim šumama i šumskim rubovima. C. vagus najčešće gradi svoja gnezda u mrtvoj šumi, ali kolonije takođe mogu biti osnivane pod kamenjem. Prosečna kolonija ima 1.000 do 4.000 radnika, ali veće kolonije sadrže do 10.000 pojedinaca.